# Răzvan Cociș
Răzvan Vasile Cociș (* 19. Februar 1983 in Cluj-Napoca) ist ein ehemaliger rumänischer Fußballspieler.

## Karriere

### Verein
Cociș begann seine Karriere bei Universitatea Cluj, mit dem er 2001 die rumänische Juniorenmeisterschaft gewann und daraufhin in den Profikader befördert wurde. 2004 wechselte er zu Sheriff Tiraspol, mit dem er zweimal die moldauische Meisterschaft gewann und einmal Pokalsieger wurde. In der Winterpause der Saison 2006/07 wechselte er dann zu Lokomotive Moskau, mit dem er 2007 russischer Pokalsieger wurde. In der Winterpause 2009/10 kehrte Cociș nach Rumänien zurück und schloss sich dem FC Timișoara an. Nach einem halben Jahr verschlug es ihn nach Saudi-Arabien zu Al-Nasr. Im Februar 2011 kehrte er nach Europa zurück und schloss sich Karpaty Lwiw in der Ukraine an. Im Juli 2011 wechselte er zu FK Rostow nach Russland. Nach zwei Jahren kehrte er zum FC Hoverla-Zakarpattya Uschhorod in die Ukraine zurück. Seit Mitte 2014 spielt er für Chicago Fire in der Major League Soccer.

### Nationalmannschaft
Cociș debütierte am 17. August 2005 beim Spiel gegen Andorra in der rumänischen Fußballnationalmannschaft und gehörte zum Kader bei der Fußball-Europameisterschaft 2008.

## Erfolge
- Russischer Pokalsieger: 2007
- Moldauischer Meister: 2005, 2006, 2007
- Moldauischer Pokalsieger: 2006